# سرخس عديد الحراشف
سرخس عديد الحراشف (الاسم العلمي: Polypodium myriolepis) هو نوع نباتي يتبع جنس السرخس من فصيلة السرخسية.